# Нина (Ирска)
Нина (енгл. Nenagh, ир. Aonach Urmhumhan) је град у Републици Ирској, у средишњем делу државе. Град је у саставу округа округа Типерари и представља његово седиште и највећи град.

## Природни услови
Град Нина се налази у средишњем делу ирског острва и Републике Ирске и припада покрајини Манстер. Град је удаљен 155 километара западно од Даблина. 
Рељеф: Нина је смештен у равничарском подручју средишње Ирске. Надморска висина средишњег дела града је око 55 метара. Јужно од града издиже планина Кипер Хил.
Клима: Клима у Нини је умерено континентална са изразитим утицајем Атлантика и Голфске струје. Стога град одликује блага и веома променљива клима.
Воде: Град Нина нема реку, али се неколико километара западно од града пружа велико ирско језеро Дерг.

## Историја
Подручје Нине било насељено већ у време праисторије. Дато подручје је освојено од стране енглеских Нормана у крајем 12. века. 1216. године се ту гради замак Нина, који представља претечу насеља. Насеље добија градска обележја у 16. веку.
већ образује трговачко насеље, које добило 1608. године добило статус града.
Током 16. и 17. века Нина је учествовао у бурним временима око борби за власт над Енглеском. Ово је оштетило градску привреду. Међутим, прави суноврат привреде града десио се средином 19. века у време ирске глади.
Нина је од 1921. године у саставу Републике Ирске. Опоравак града започео је тек последњих деценија, када је Нина поново забележила нагли развој и раст.

## Становништво
Према последњим проценама из 2011. године. Нина је имао близу 8 хиљада становника у граду и близу 10 хиљада у широј градској зони. Последњих година број становника у граду се повећава.

## Привреда
Нина је био традиционално средиште трговине и прехрамбене индустрије, а градска посебност је и веома важан вашар. Последњих деценија градска привреда се махом заснива на пословању, трговини и услугама.

## Збирка слика
- Стари део Нине
- Главна градска црква
- Остаци средњовековног манастира
- Торан Нинског замка